# ヨルダネス

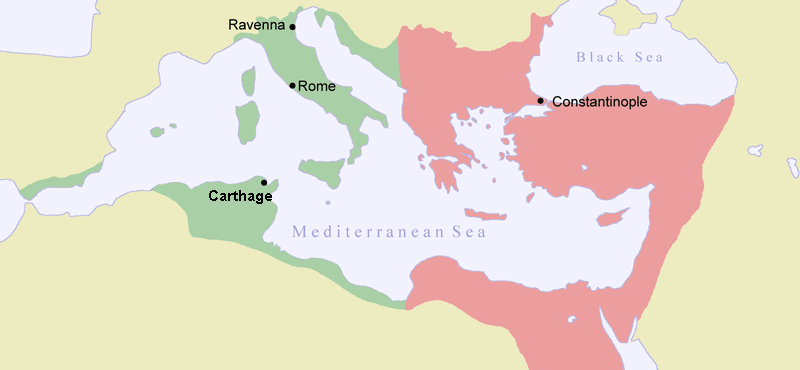
ヨルダネスが『ゲチカ』を著した550年頃の地中海地方。コンスタンティノープルを首都とする東ローマ帝国がピンク色で示されている。ユスティニアヌス1世による征服で獲得された版図は緑色で示されている。

ヨルダネス（Iordanes、Jordanes、別表記に Jordanis、まれに Jornandes） は、6世紀の東ローマ帝国の官僚であった、ゴート族の血統を引く人物で、後年には歴史家となった。
ローマの歴史を記した『ロマーナ (Romana)』と通称される『De summa temporum vel origine actibusque gentis Romanorum』も著したが、最もよく知られるのは、551年ころに執筆された『ゲチカ (Getica)』と通称される『De origine actibusque Getarum』である。ゴート族の初期の歴史を扱った古代の書物で、内容が現存するものは、セビリアのイシドールスによる『ゴート・ヴァンダル・スエウィ王国史 (Historia de regibus Gothorum, Vandalorum et Suevorum)』と、『ゲチカ』しかない。
ヨルダネスは、とある友人から、政治家であったカッシオドルスの12巻に及ぶ大著で、当時は存在していたが今日では失われてしまった『ゴート史 (Historia Gothorum)』の要約版として、『ゲチカ』の執筆を頼まれた。その時点までにヨルダネスは、当時の東ローマ帝国の辺境で、現代のルーマニア南東部からブルガリア北東部にあたる小スキタイにあった衛星国のひとつで、高位の書記官 (notarius) を務めた経験があった。
プロコピオスなど、他の著作家たちも、その後、ゴート族の歴史について記述を残した。その際、『ゲチカ』はゴート族の起源について述べた唯一の典拠として、大いに批判的検討が加えられた。ヨルダネスは、キケロの時代のような古典ラテン語ではなく、後期ラテン語で記述をしている。ヨルダネス自身の記した序文によれば、彼はカッシオドルスの書き記した内容を検討するのに3日間しか使えなかったというが、このことから記述にあたってヨルダネスが、彼自身の知見にも依拠する形で執筆したことが察せられる。

## 生涯
ヨルダネスは、自分自身についても簡単な言及を残している

Scyri vero et Sadagarii et certi Alanorum cum duce suo nomine Candac Scythiam minorem inferioremque Moesiam acceperunt. Cuius Candacis Alanoviiamuthis patris mei genitor Paria, id est meus avus, notarius; quousque Candac ipse viveret, fuit, eiusque germanae filio Gunthicis, qui et Baza dicebatur, mag. mil., filio Andages fili Andele de prosapia Amalorum descendente, ego item quamvis agramatus Iordannis ante conversionem meam notarius fui. 
スキリア族は、サダガリ族 (Sadagarii) やカンダック (Candac) という名の族長が率いたアラン人とともに、小スキタイと下モエシアに入っていた。カンダックの下で、私の父アラノウィーアムティス (Alanoviiamuthis) の父、つまり私の祖父であるパリア (Paria) は、カンダックの存命中、その秘書官であった。彼の姉/妹の息子で、グンティキス (Gunthicis)、別名バザ (Baza) とも呼ばれた軍司令官で、アマル朝の系譜を引くアンデレ (Andele) の子アンダグ (Andag) の子の下で、まだ改宗前で無学であったにもかかわらず、私ヨルダネスは秘書官であった。
テオドール・モムゼンの編纂による1882年のテキストの時点で、ヨルダネスの父の非常に長い名が、いずれも属格をとる二つの単語、アラノウィーとアムティス (Alanovii Amuthis) だったのではないかとする説が提示されている。そうだとすると、ヨルダネスの父の名はアムト (Amuth) だったはずで、その前の語は、その前にあるカンダックを修飾するもので、彼がアラン人であったことを意味していることになる。しかし、モムゼンは、テキストを校訂すべきとする提案をいずれも退けた。
パリアは、ヨルダネスの父方の祖父であった。ヨルダネスは、パリアがカンダックの秘書官であったと記しているが、アラノルム公 (dux Alanorum) と称された彼は、ここでの言及以外では知られていないアラン人の指導者である。
ヨルダネスは、ノタリウス (notarius) と称された書記官として、東ゴート族の有力氏族アマルの系譜を引くカンダックの甥で、軍司令官（マギステル・ミリトゥム）であったグンティギス・バザ (Gunthigis Baza) に仕えた。
これは「まだ改宗前 (ante conversionem meam)」のことであったとされる。この改宗が、何を意味しているのか、その性格や詳細は分からない。ゴート族は、ゴート人であるウルフィラの助けによってすでに改宗が進んでおり、ウルフィラはその功により主教に叙されていた。しかし、ゴート人たちはアリウス派の信仰を受け入れていた。ヨルダネスのいう改宗は、三位一体主義をとるニカイア信条への改宗を意味しているのかもしれず、『ゲチカ』の一部にみえる反アリウス派的表現にそれが現れているとも考えらえる。ローマ教皇ウィギリウスに宛てた書簡の中で、ヨルダネスは、「あなたのご審問 (vestris interrogationibus)」のおかげで覚醒したと述べている。
また別の説では、ヨルダネスの「改宗」とは、彼が修道士 (religiosus) か、何らかの聖職者になったことを意味しているとする。一部の写本は、ヨルダネスが主教であったと述べており、ラヴェンナ主教であったとするものもあるが、ラヴェンナ主教として記録されている者の一覧には、ヨルダネスの名は見当たらない。

## 著作

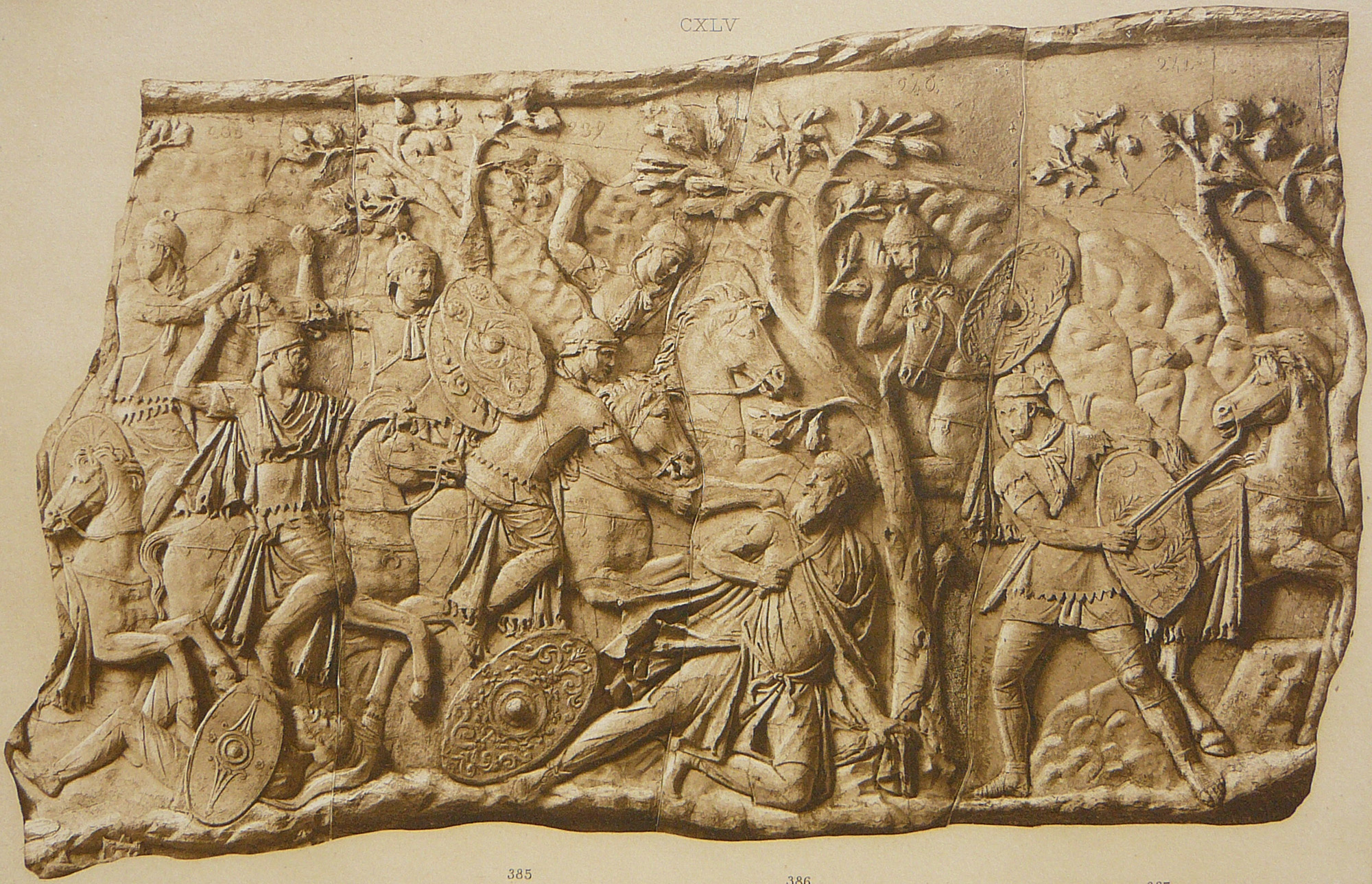
トロイアの円柱の装飾に描かれたダキア人やゲタイ人たち。ヨルダネスは、彼らの行いを、誤ってゴート族の行為として記述した。

ヨルダネスは、『ロマーナ』を、ウィギリウス (Vigilius) という人物の求めに応じて著した。一部の研究者は、この人物をローマ教皇ウィギリウスだとしているが、名が一致していることのほかに、この説を支持するものはない。ヨルダネスが用いている呼びかけの形式や、ウィギリウスが「神に向き直した」といった言及から、この説は棄却されよう。
『ゲチカ』の序文で、ヨルダネスは『ロマーナ』の執筆を、ヨルダネスが自宅に12巻に及ぶカッシオドルスの『ゴート史』を所有していたことを知っていたらしいカスタリウス (Castalius) の求めに応じて中断したことを記している。ヨルダネスが「兄弟カスタリウス (frater Castali)」と呼ぶほどの仲であったカスタリウスは、この主題についての短い書物を求め、ヨルダネスは記憶を頼りに、おそらくはプリスコスの著作など入手できた他の資料も用いて補いながら、その抜粋を作った。『ゲチカ』は、おもに2世紀頃からヨルダネスの生きた6世紀にかけてのゴート族の歴史の記述であるが、冒頭ではゴート族の発祥の地として、北方の地域、特にスカンザ (16–24) の地誌、民族誌から説き起こしている。ゴート族の歴史の始まりは、ベリグが3隻の船を率いてスカンザからゴティスカンザへ渡った (25, 94)、遥か昔のことだという。ヨルダネスの記述によると、ヘロドトスが言及したゲタイの半神ザルモクシスがゴート族の王となったとされる (39)。ヨルダネスは、アガメムノーンとの戦争の後、幾分復興しかけていたトロイアとイリウムを、ゴート族が襲撃した様子を記している (108)。彼らはまた、エジプトのファラオであったとされるウェソシスとも戦ったとされる (47)。ヨルダネスの記述のうち、3世紀にゴート族がローマ軍と戦い始めて以降の話は、さほど作り話ではないものと思われる。『ゲチカ』には、フン族の歴史についても言及があり、アッティラの統治についても記述されている。
記述は、東ローマ帝国の将軍ベリサリウスによってゴート族が打ち負かされるところで終わっている。ヨルダネスは最後に、歴史の積み重ねの末にゴート族に対して勝利した人々を讃えるためにこれを記したと述べて、記述を閉じている。 

## 論争
ルーマニアやアメリカ合衆国の歴史学者たちの一部は、ゲタイをゴート族の一部としたヨルダネスの誤りについて、いろいろな見解を出している。ヨルダネスは、ダキア人やゲタイ人に関する多くの歴史的情報を、誤ってゴート族に関するものとして扱っている。